# Società Sportiva Monopoli 1966 2018-2019
Questa voce raccoglie le informazioni riguardanti la Società Sportiva Monopoli 1966 nelle competizioni ufficiali della stagione 2018-2019.

## Divise e sponsor
Lo sponsor tecnico per la stagione 2018-2019 è Joma, mentre lo sponsor ufficiale è Millionare e Klimaitalia.
| Casa | Trasferta | Terza divisa |

## Organigramma societario
Area direttiva
- Presidente: Enzo Mastronardi

Area organizzativa
- Segretario generale:
- Team manager: Alfredo Piarulli
- Magazziniere: Giuseppe Intini

Area tecnica
- Direttore sportivo: Alfio Pelliccioni
- Allenatore: Giuseppe Scienza
- Allenatore in seconda: Domenico Caricola
- Collaboratore tecnico: Vito Santeramo
- Preparatore atletico: Diego Gemignani
- Preparatore dei portieri: Francesco Monaco

Area sanitaria
- Medici sociali: Bartolomeo Allegrini
- Fisioterapista: Stanislao Rodi
- Massaggiatori: Claudio Mastronardi

## Rosa
Di seguito è riportata la rosa della Monopoli.
| N. |                      | Ruolo | Calciatore          |
| -- | -------------------- | ----- | ------------------- |
| 1  | Italia (bandiera)    | P     | Marco Pissardo      |
| 3  | Italia (bandiera)    | D     | Mario Mercadante    |
| 4  | Italia (bandiera)    | D     | Riccardo Gatti      |
| 5  | Argentina (bandiera) | C     | Federico Scoppa     |
| 7  | Slovenia (bandiera)  | C     | Til Mavretić        |
| 8  | Italia (bandiera)    | C     | Enrico Zampa        |
| 9  | Italia (bandiera)    | A     | Ciro De Angelis     |
| 10 | Grecia (bandiera)    | C     | Dimitrios Sounas    |
| 11 | Italia (bandiera)    | A     | Ettore Mendicino    |
| 12 | Italia (bandiera)    | P     | Thomas Saloni       |
| 13 | Italia (bandiera)    | D     | Antonio Mangione    |
| 14 | Italia (bandiera)    | D     | Mattia Bei          |
| 15 | Italia (bandiera)    | D     | Gianmarco Antonacci |
| 16 | Italia (bandiera)    | C     | Alessio Tuttisanti  |

| N. |                       | Ruolo | Calciatore         |
| -- | --------------------- | ----- | ------------------ |
| 17 | Italia (bandiera)     | C     | Daniele Donnarumma |
| 18 | San Marino (bandiera) | C     | Filippo Berardi    |
| 19 | Italia (bandiera)     | A     | Doudou Mangni      |
| 20 | Grecia (bandiera)     | D     | Arensi Rota        |
| 21 | Italia (bandiera)     | A     | Federico Gerardi   |
| 23 | Italia (bandiera)     | C     | Lorenzo Paolucci   |
| 24 | Italia (bandiera)     | C     | Giuseppe Maimone   |
| 25 | Italia (bandiera)     | C     | Matteo Montinaro   |
| 26 | Italia (bandiera)     | D     | Michele Ferrara    |
| 27 | Italia (bandiera)     | C     | Vittorio Fabris    |
| 28 | Italia (bandiera)     | D     | Ciro De Franco     |
| 33 | Italia (bandiera)     | D     | Loris Bacchetti    |
|    | Italia (bandiera)     | P     | Marino Bifulco     |
|    | Senegal (bandiera)    | C     | Ismael Diomande    |

## Risultati

### Coppa Italia Serie C

#### Fase finale
| Arbitro: | Saia (Palermo) |

|                           |           |                |
| Mendicino 63’ (rig.), 64’ | Marcatori | 90+4’ Caporale |

| Arbitro: | Longo (Paola) |

|                                             |                      |                                      |
| Longo Bacio Terracino Emerson Guaita Matera | Tiri di rigore 4 – 2 | Scoppa Mendicino Bastrini Donnarumma |